# Valletjärnen, Lappland
Valletjärnen är en sjö i Storumans kommun i Lappland och ingår i Umeälvens huvudavrinningsområde. Sjön har en area på 0,0986 kvadratkilometer och ligger 560,7 meter över havet.

## Delavrinningsområde
Valletjärnen ingår i det delavrinningsområde (726874-150035) som SMHI kallar för Mynnar i Gardiken. Medelhöjden är 594 meter över havet och ytan är 16,17 kvadratkilometer. Räknas de 3 avrinningsområdena uppströms in blir den ackumulerade arean 72,18 kvadratkilometer. Stensjöån som avvattnar avrinningsområdet har biflödesordning 2, vilket innebär att vattnet flödar genom totalt 2 vattendrag innan det når havet efter 338 kilometer. Avrinningsområdet består mestadels av skog (86 procent). Avrinningsområdet har 0,18 kvadratkilometer vattenytor vilket ger det en sjöprocent på 1,1 procent.